# Beatriz González
Beatriz Gonzalez  (Bucaramanga, 16 november 1932) is een Colombiaanse kunstenares.
Ze is vooral bekend door haar schilderijen, die vaak beelden uit de recente (gewelddadige) Colombiaanse geschiedenis oproepen.

## Levensloop
In 1932 geboren en opgegroeid in Bucaramanga, een koloniale stad in de Colombiaanse Andes, hoofdstad van de provincie Santander. Haar jeugdjaren vielen samen met een erg gewelddadige periode van de Colombiaanse geschiedenis (‘‘La Violencia’’- overigens gevolgd door een lange  guerrillaperiode). Het heeft haar opvattingen en haar kunst grondig beïnvloed.
In 1956 maakte ze een reis naar Europa en bij haar terugkeer ging ze architectuur studeren aan de ‘’Universidad Nacional de Colombia’’ in Bogotá, maar ze maakte die niet af (ze leerde er wel haar man kennen). Ze besloot de richting plastische kunsten uit te gaan, waarvoor ze zich in 1958 inschreef aan de Kunstenfaculteit van de Universidad de los Andes, eveneens in Bogotá . Ze studeerde er af in 1962. Een van haar lesgevers was Marta Traba Tain, de Spaans-Argentijnse medestichter van het Museum voor Moderne Kunst in Bogotá.
Daar kon ze dan ook haar eerste tentoonstelling houden in 1964. Traba was de eerste en bleef jarenlang haar belangrijkste ‘supporter’ in de erkende kunstkringen. In 1961 bezocht ze met haar studenten New York en onder meer het MOMA (Museum of Modern Art), waar González van dichtbij kennis maakte met de toen actuele internationale kunststromingen.
Een jaar later won ze een prijs voor haar deelname aan het ‘’Salón Nacional de Artistas de Colombia’’. In 1966 volgde zij haar echtgenoot, intussen architect, naar Nederland. Hij was er uitgenodigd voor een aanvullende studie, zij profiteerde ervan om gedurende  een half jaar les te volgen  aan de Academie van Beeldende Kunsten in Rotterdam (de huidige Willem de Kooning Academie). Ze leerde er de oude en eigentijdse Europese kunst van dichtbij kennen.
Terug in Colombia, begon ze met het aanleggen van een collectie persfoto’s en knipsels, vooral over de Colombiaanse actualiteit, waaruit zij in de loop van haar ontwikkeling steeds thema’s en inspiratie zou putten voor haar creatieve werk: soms door ze te ‘kopiëren’ in kleine schilderijen in sombere of juist contradictorisch vrolijke kleuren. Een vroeg en beroemd voorbeeld van dit laatste is Los Suicidas del Sisga (Dubbelzelfmoord bij de Rivier de Sisga, 1965). Voor dat werk nam ze als uitgangspunt de op zich banale krantenfoto van een liefdespaar met een bloementuil en ze gaf het paar een grijze kleur op een rozig-oranje achtergrond; maar het koppel was samen, gearmd, in de rivier gesprongen om te sterven en zo hun liefde zuiver te houden… Alleen de titel verraadt het drama, dat hoge ogen gooide in de Colombiaanse volksbladen.
Naast schilder, was ze ook actief als kunstcriticus en curator van tentoonstellingen.
Ze werd adviseur kunstcollecties voor het Museo Nacional (Colombiaans Rijksmuseum) (1975-82) en daarna in dat museum curator van de collectie ‘Kunst en geschiedenis’ (1990-2004). Daardoor bant ze een groot deel van haar leven in Bogotá door.

## Werk
(Een goed beeld van haar oeuvre verkrijgt men door de digitale catalogue raisonné, aangehaald in de referenties.)
Haar bekendste werk heeft haast altijd betrekking op de dramatische, bloedige geschiedenis van haar land. Het is daardoor maatschappijkritisch, hoewel ze afstrijdt een ‘politiek’ kunstenaar te zijn.
In de documentaire en interview die in oktober 2024 voor de overzichtstentoonstelling in Museum De Pont werd gedraaid, zegt ze dat ze zich aanvankelijk wel liet inspireren door Europese schilders, maar dat haar kunst toch in de eerste plaats Colombiaans is. En dat men die in Europa niet herkende, omdat ze haar stijl en inspiratie niet uit de internationale kunstscene haalde, maar wel in “de provincie”, het binnenland van Colombia . 
Aanvankelijk – wellicht geïnspireerd door haar verblijf in Europa – schilderde ze kopieën van Velázquez en Vermeer en bracht ze haar ‘inheemse’ adaptatie van renaissancewerk in gedeeltelijk beschilderde meubelstukken, zoals haar herinterpretatie van Leonardo da Vinci’s Laatste Avondmaal (La ultima mesa, email op metaalplaat, gemonteerd op een nephouten tafel, 1970). De kritische toe-eigening van de westerse canon en relativering van de dominantie daarvan in Latijns-Amerika kan men als een zijtak van haar oeuvre zien.
Aanvankelijk was haar werk vrij traditioneel, maar geleidelijk ging ze in de vormen en vooral in het kleurenpalet onverkende paden betreden: mensen werden donkergrijs of paars, helblauw, geel of oker afgeschilderd; landschappen – altijd meer achtergrond dan thema – konden alle kleuren aannemen. Misschien is het die ongewone omgang met kleur die sommigen het woord ‘pop art’ heeft ingegeven, maar ze heeft  daar zich altijd van gedistantieerd en haar kunst heeft er verder geen verwantschap mee, met als uitzondering een zeefdruk van  Jacky Onassis, de hertrouwde weduwe van de Amerikaanse president J. Kennedy -  op een kameel in de woestijn – een verwijzing naar de toenmalige westerse canon  (‘’Jackeline’’ Oasis, 1975).  .
Met de jaren werd haar kunst somberder: het geweld van de opeenvolgende coups, burgeroorlog (die later in een drugsoorlog opging), machtsmisbruik en moordpartijen bracht haar vooral tot uitbeelding van diepe rouw, soms op het ondraaglijke af. 
“Kunst zegt dingen die de geschiedenis niet kan vertellen”, aldus González in een interview uit 2017.  Een van de bekendste werken over de gruwel van de oorlog is haar kleurrijke versie van Picasso’s Guernica (Mural para fábrica socialista – Fresco voor een socialistische fabriek, 1981) .
Hoe geslaagd die toe-eigening ook is, haar eigen stijl zal hier verder grondig van afwijken.
Haar 'treurkunst' omvat o.m. een serie kleine portretten van rouwende vrouwen ‘’Delicias’’ (Lusten – met een hint naar de Jardín de las Delícias – Tuin der Lusten - van Bosch?), en een reeks schilderijen die zijn geïnspireerd wat ze vaak op de bus had gezien: mannen of vrouwen met op de schoot een klein koffertje met de resten van hun dierbaren– meestal slachtoffers van geweld – op weg naar hun laatste rustplaats:  Pancarta mortal (1990: Spandoek des doods). Eén van die ‘’Ceremonias de la caja’’, ceremonie van het kistje-  is opgenomen in de vaste collectie van De Pont Tilburg.  Van lijkdragers en grafdelvers maakte ze grauwe zeefdrukken, waarmee ze een columbarium van Bogotá beplakte: Auras Anónimas, Anonieme Aura’s (2009)
Een ander schokkend en tegelijk alledaags beeld: Entierro en el Museo nacional (1991, Begrafenis in het Nationaal museum – waar het schilderij zich ook bevindt,  – dat in de Catalogue raisonné overigens Begrafenis VAN het Nationaal museum wordt genoemd, wellicht geen drukfout en dan krijgt het die extra betekenis: kan al die kunst opwegen tegen het leed van dit volk?)
Naast het lijden van het gewone volk toont zij ook de hogere klasse, die zich nauwelijks om al dat geweld bekommert en vooral feest . Een repetitief schilderij op een breed en hoog gordijn, stelt een receptie in hogere kringen voor; de president is erbij. Decoración de interiores (1981) (Binnenhuisdecoratie). Een tafelscène met de president : Señor Presidente, qué honor estar con usted en este momento histórico – Mijnheer de president, wat een eer om in uw aanwezigheid te zijn op dit historische moment, waarbij in het midden wordt gelaten welke trieste gebeurtenis dat wel mag zijn. In het interview, dat mede de inleiding vormt tot de tentoonstelling in De Pont laat ze zich erg lacherig uit over het decorum rond de, volgens haar nogal belachelijke, president Turbay Ayala (die regeerde 1978-82 en de strijd tegen de linkse opstandelingen opvoerde). Er zijn overigens twee versies met verschillende presidenten…
Nu en dan is er een werk dat op zichzelf lijkt te staan en afstand houdt  van  de realiteit. Aldus de dromerige Jezus in Jeruzalem (Ay Jerusalem, Jerusalem!, 1969, email op metaalplaat): in een deels hel- en deels haast koningsblauw gewaad,  dat met de opkomende  nacht van de eeuwige stad contrasteert. Het geloof, schijnt zij te willen zeggen, brengt enige rust.

## Erkenning
Lang is González vooral een Colombiaanse grootheid geweest. Maar tegenwoordig wordt zij ook buiten haar land en buiten Latijns-Amerika steeds meer geprezen en geëxposeerd. In 2014 was González’ werk te zien op de 8ste Biënnale van Berlijn. In 2017 werd werk van haar geselecteerd voor Documenta 14 in Athene en Kassel (waar de oorspronkelijke versie van Decoración de interiores, 140 m breed, werd getoond). In 2024 voor de Biënnale van Venetië.
Zo werden aan haar werk tentoonstellingen gewijd (naast groepstentoonstellingen en werken in musea):
- in 1998 in El Museo del Barrio, New York, NY
- In 2002 "Backstage into view" in Galería Ruta Correa, Freiburg in Breisgau
- in 2017-2018 Beatriz González 1965-2017 in het CAPC (Musée d’art contemporain) Bordeaux (FR); deze expositie reisde ook naar KunstWerke, Berlijn en het Reina Sofía, Madrid.
- in 2018 in het Museo Nacional Centro de Arte Reina Sofía. Madrid.
- In 2019, the Pérez Art Museum Miami (VSA); die tentoonstelling ging ook naar het Museum of Fine Arts Houston.
- In 2023-2024 In het MUAC Museo de Arte Contemporáneo (Mexico Stad) (de tentoonstelling die daarna in Tilburg is getoond)
- In 2024 (5 oktober tot 9 maart 2025); “War and Piece, a Poetic of Gesture” (Oorlog en vrede, een Poëtica van het Gebaar) in Museum De Pont (Tilburg, NL). Organisatie in samenwerking met het MUAC en Cultura UNAM (Universidad Autónoma de México, eveneens in Mexico Stad)